# Epicauta leopardina
Epicauta leopardina, conocido popularmente con el nombre de uriburu, es una especie de coleóptero de la familia Meloidae.

## Distribución geográfica
Habita en Brasil y Argentina.